# 468
Évszázadok: 4. század – 5. század – 6. század
Évtizedek: 410-es évek – 420-as évek – 430-as évek – 440-es évek – 450-es évek – 460-as évek – 470-es évek – 480-as évek – 490-es évek – 500-as évek – 510-es évek
Évek: 463 – 464 – 465 – 466 –  467 – 468 – 469 – 470 – 471 – 472 – 473

## Események

### Nyugat- és Keletrómai Birodalom
- Anthemius nyugatrómai császárt választják egyedüli consulnak.
- I. Leo keletrómai császár hatalmas hadjáratot szervez a Kelet- és Nyugatrómai Birodalom együttműködésével az észak-afrikai vandálok elűzésére. Mintegy 1100 hajót és 100 ezer embert gyűjt össze. A hadjárat költsége 130 ezer font arany (más forrás 65 ezer font aranyat és 700 ezer font ezüstöt említ), amellyel kiüríti a konstantinápolyi kincstárat és a következő 30 évben a birodalom a csőd szélén egyensúlyoz.
- Nyugatrómai részről Marcellinus, Anthemius főparancsnoka kiűzi a vandálokat Szicíliából és visszafoglalja Szardíniát.
- A keletrómai flotta vezére, Basiliscus (Leo sógora) Karthágótól nem messze, Cap Bonnál kezdi meg a sereg partratételét. Geiseric vandál király tárgyalásokat kezd, aztán meglepetésszerűen, gyújtóhajókkal megtámadja a keletrómai flottát. A bizánci hajók fele elpusztul, a többi elmenekül. Basiliscus visszamenekül Konstantinápolyba, ahol a Hagia Szophiában keres menedéket a nép és a császár haragja elől.
- Szicíliában meggyilkolják Marcellinust, feltehetőleg riválisa, Ricimer utasítására.
- Az Észak-Afrikában partra tett sereg Edesszai Herakliosz parancsnoksága alatt még két évig kitart, majd visszatérnek Konstantinápolyba.
- Az osztrogótok megtámadják a volt Pannóniában élő szadagokat, akik Dengizich hun királytól kérnek segítséget. Dengizich bevonul Pannóniába, de Bassianae városánál (Sirmium közelében) súlyos vereséget szenved az osztrogótoktól.
- Remismund szvéb király elfoglalja és lerombolja a hispaniai Conimbrigát
- Meghal Hilarius pápa. Utóda Simplicius.[1]

### Perzsia
- Iszfahánban azzal vádolják a zsidókat, hogy két zoroasztriánus tűzpapot elevenen megnyúztak. A város zsidó lakosságának felét lemészárolják, gyerekeiket kényszerrel megtérítik. Az egész Szászánida Birodalomban megkezdik a zsidók üldözését, zsinagógáik lerombolását.

## Halálozások
- február 29. – Hilarius, római pápa[1]
- Marcellinus, nyugatrómai hadvezér

## Fordítás
- Ez a szócikk részben vagy egészben  a(z)   468 című angol Wikipédia-szócikk ezen változatának fordításán alapul.  Az eredeti cikk szerkesztőit annak laptörténete sorolja fel. Ez a jelzés csupán a megfogalmazás eredetét és a szerzői jogokat jelzi, nem szolgál a cikkben szereplő információk forrásmegjelöléseként.